# Grums (commune)

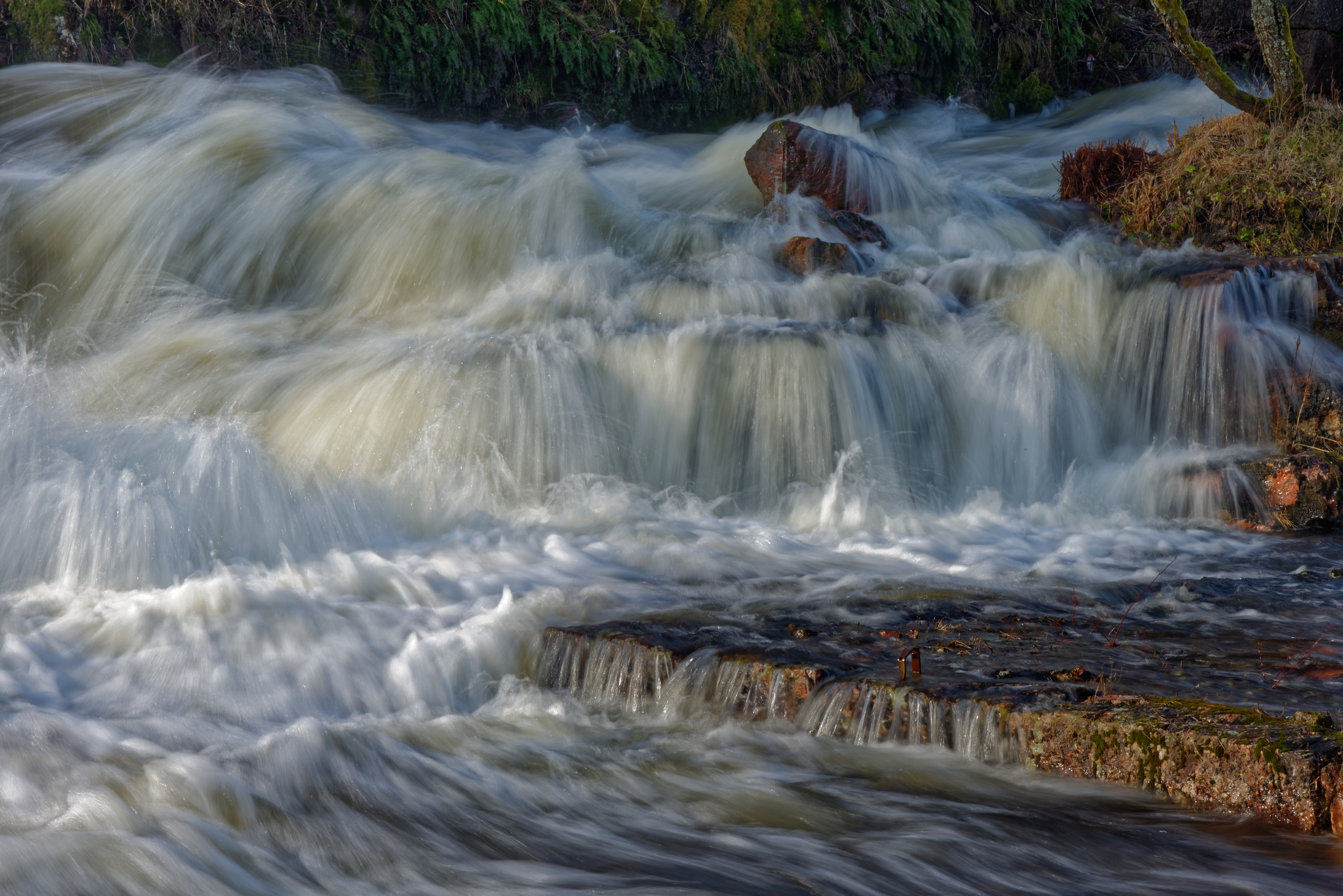
La rivière Borgviksälven, à son passage à Grums. Février 2014.

La commune de Grums est une commune suédoise du comté de Värmland. Environ 9040  personnes y vivent (2020). Son chef-lieu se situe à Grums. La ville de Grums possède une importante usine de papier, principal moteur économique de la commune. Outre cette usine, il n'il y a rien à y voir, ou y faire.

## Localités principales
- Grums
- Segmon
- Slottsbron